# Beker Curay
Denny Beker Curay Blanco (Lima, Callao, 13 de septiembre de 1992) es un futbolista peruano. Juega de defensa y su equipo actual es Colegio Comercio que participa en la Copa Perú. Tiene 32 años.

## Trayectoria
Debutó por Sport Boys en el 2012.
En 2013 jugó por Walter Ormeño.
En 2014 fichó por Defensor San Alejandro y jugó la Segunda División Peruana 2014 de la cual, el club descendió a la Copa Perú 2015 .
En 2015 tras el descenso de Defensor San Alejandro fichó por Unión Huaral y volvió a jugar la Segunda División.
En 2016 jugó por Sport Loreto y también jugó la Segunda División.
En 2019 fichó por Colegio Comercio y jugo la Copa Perú 2019 y la Copa Perú 2021.

## Clubes
| Club                   | País | Año         |
| ---------------------- | ---- | ----------- |
| Sport Boys             | Perú | 2012        |
| Walter Ormeño          | Perú | 2013        |
| Defensor San Alejandro | Perú | 2014        |
| Unión Huaral           | Perú | 2015        |
| Sport Loreto           | Perú | 2016 - 2018 |
| Colegio Comercio N° 64 | Perú | 2019 -      |